# Beverley Shire
Koordinaten: 32° 6′ S, 116° 55′ O

Das Shire of Beverley ist ein lokales Verwaltungsgebiet (englisch abgekürzt LGA) im australischen Bundesstaat Western Australia. Das Gebiet ist 2372 km² groß und hat etwa 1750 Einwohner (2016).
Beverley liegt im westaustralischen "Weizengürtel" am Avon River etwa 130 km östlich der Hauptstadt Perth. Der Sitz des City Councils befindet sich in der Ortschaft Beverley im Zentrum der LGA, wo 924 Einwohner leben (2016).

## Verwaltung
Der Beverley Council hat neun Mitglieder. Sie werden von den Bewohnern der drei Wards (je drei aus North, South und West Ward) gewählt. Aus dem Kreis der Councillor rekrutiert sich auch der Vorsitzende des Councils (Shire President).